# Friedenskirche (Potsdam)

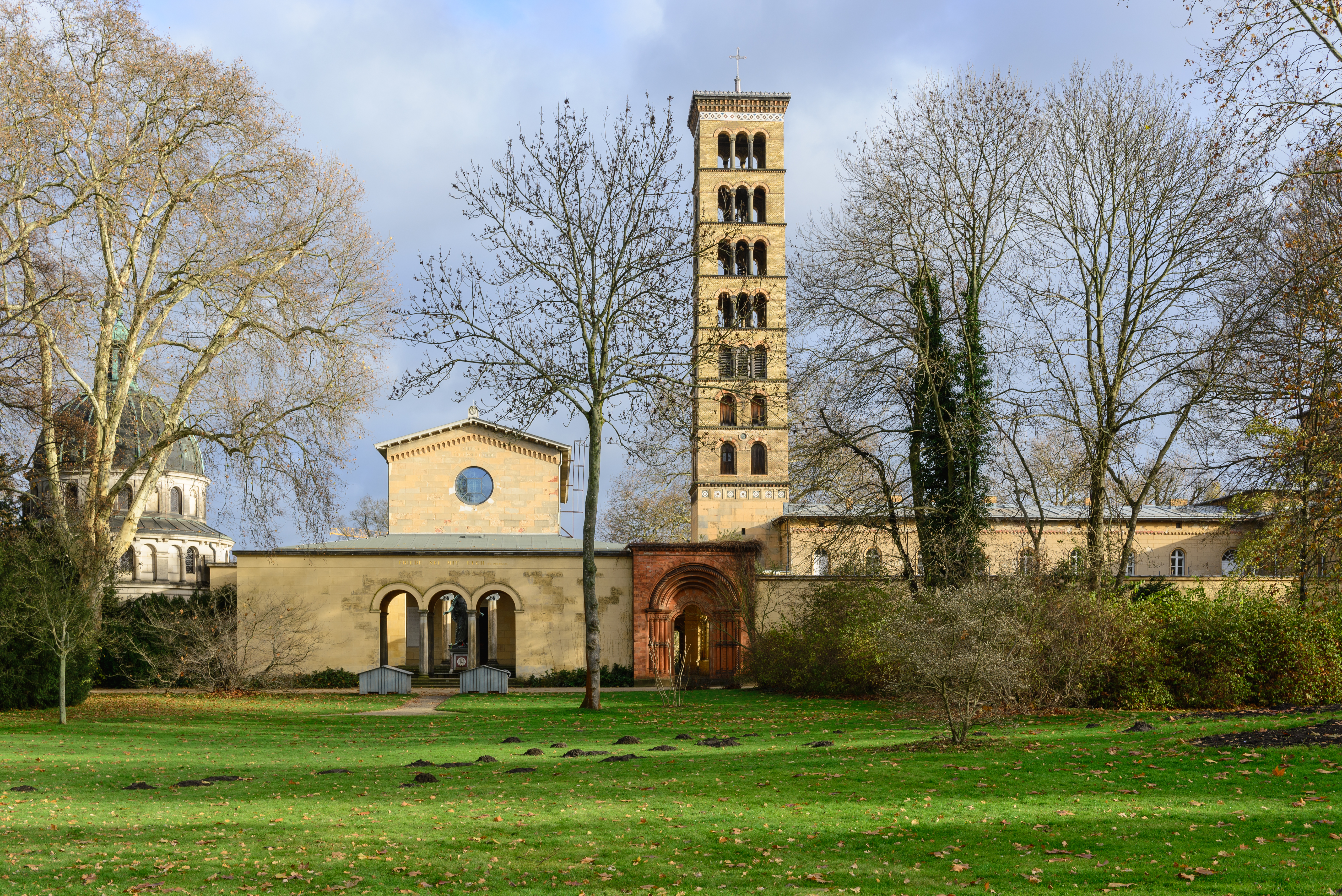
Friedenskirche in Potsdam

Die evangelische Friedenskirche im Schlosspark Sanssouci in Potsdam steht im Marlygarten gleich am Grünen Gitter. Das Projekt schloss sich an den Bau der Heilandskirche am Port von Sacrow im selben Stil an, dem kirchlichen Rundbogenstil. Dieser Stil bezog sich programmatisch auf den (damals tatsächlich kaum bekannten) frühchristlichen Kirchenbau und vor allem sachlich auf romanische Elemente der Kirchenarchitektur Italiens und Roms. Der ganze Komplex ist oberitalienischen Klosterbauten nachempfunden.
Die Kirche wird für Gottesdienste der Evangelischen Friedenskirchengemeinde Potsdam genutzt.

## Planungs- und Baugeschichte

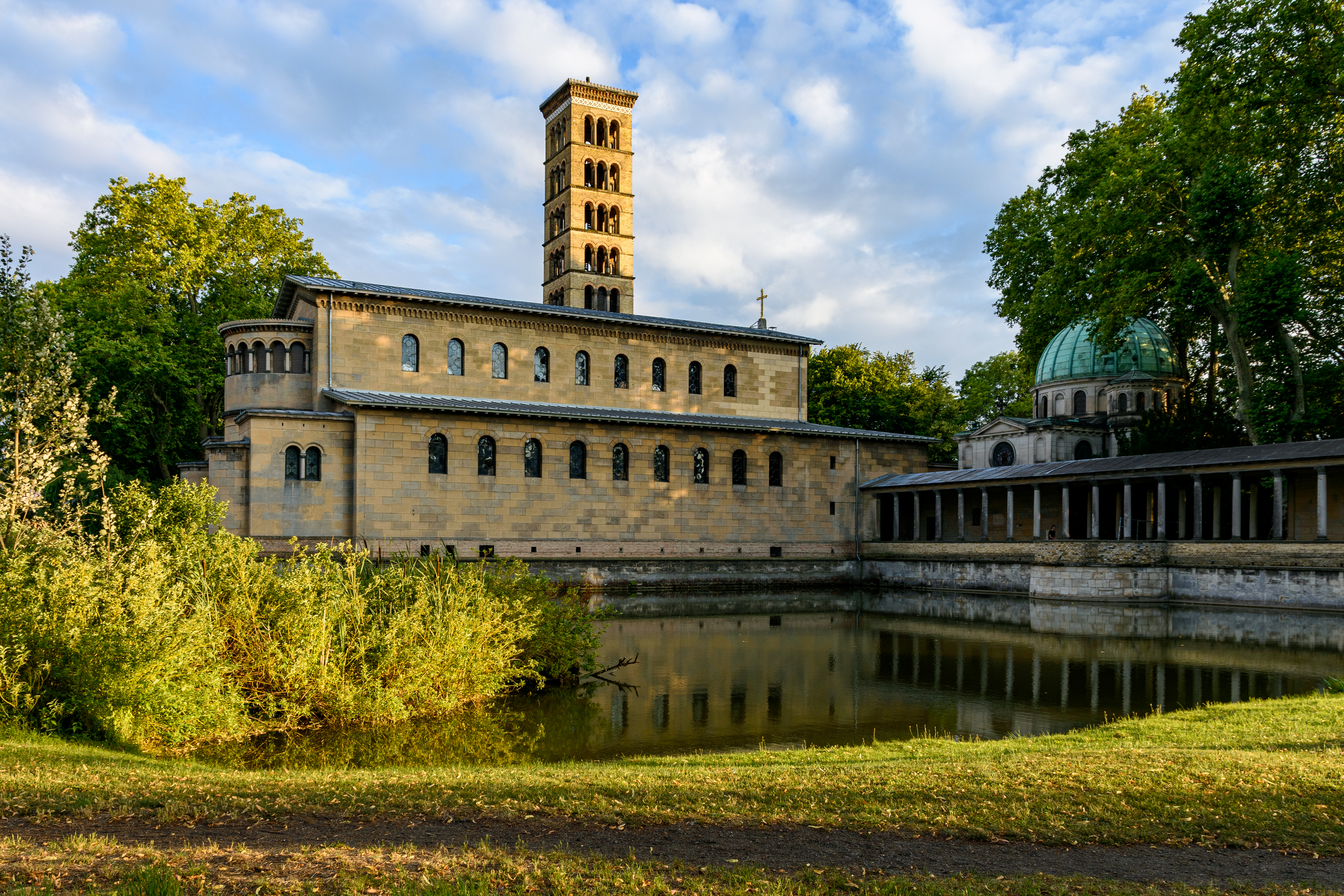
Friedenskirche von Norden

Eine Skizze für den Bau der Friedenskirche hatte Friedrich Wilhelm IV. bereits als Kronprinz im Jahr 1839 angefertigt. Dieser Entwurf orientierte sich an der frühchristlichen Kirche San Clemente in Rom. Die Kirche sollte dabei den höfischen Ansprüchen einer königlichen Sommerresidenz in Sanssouci entsprechen. Symbolisch sollte die Friedenskirche Friedrich Wilhelms auf dem Gottesgnadentum beruhende Legitimation als Herrscher und damit Summus Episcopus in Preußen als einem „christlichen Staat“ widerspiegeln. Zu diesem Zweck ordnete Friedrich Wilhelm an, das Apsis-Mosaik der Klosterkirche San Cipriano in Murano wiederzuverwenden. Er hatte es 1834 erworben, als das Kloster abgerissen werden sollte. Das byzantinische Mosaik zeigt den auf einem Thron sitzenden Jesus Christus als Weltenrichter – eine von Friedrich Wilhelm IV. bewusst inszenierte Darstellung der Bestimmung seinerselbst durch Gott.
Die Thronbesteigung im Jahr 1840 ermöglichte Friedrich Wilhelm die Verwirklichung seines Vorhabens, jedoch nicht, wie ursprünglich vorgesehen, am Schloss Charlottenhof, sondern im deshalb erweiterten Marlygarten. Inzwischen sah Friedrich Wilhelm vor, den Kirchenbau in einer Gesamtheit von See, Park und Ergänzungsbauten anzulegen. Die vom Hofarchitekten Ludwig Persius nach seinen Ideen angefertigten Entwürfe lehnte er mehrfach ab: So kritisierte er unter anderem, dass beim ersten Entwurf der Kirche ein Turm fehlte oder die Größenverhältnisse nicht stimmig wären. Erst am 20. Oktober 1843, nach fast zweijähriger Planungszeit, genehmigte der König Persius’ Baupläne. Vorbild des frei stehenden Glockenturms wurde der Campanile von Santa Maria in Cosmedin in Rom. Diese Kirche hatte der Kronprinz in dem Kupferstichwerk Denkmale der christlichen Kirchen Roms kennengelernt. Am 14. April 1845 legte er den Grundstein der Friedenskirche. Nach Persius‘ Tod am 12. Juli 1845 führte Friedrich August Stüler den Bau weiter. Die Bauleitung erhielten Ferdinand von Arnim und Ludwig Ferdinand Hesse. Am 24. September 1848 wurde die Friedenskirche unter Anwesenheit des Königs und der Königin eingeweiht, der Glockenturm im Jahr 1850 vollendet. Die Bauzeit an den Nebenanlagen und Ensemblebauten, darunter das Grüne Gitter, die Villa Tieck und die Villa Illaire und das Königliche Zivilkabinettshaus, dauerte noch bis Mitte der 1850er Jahre. Im Jahr 1890 folgte am Atrium ein Mausoleum für Kaiser Friedrich III.
Bettina Vaupel von der Deutschen Stiftung Denkmalschutz hebt die Bedeutung des Bauwerks für Friedrich Wilhelm IV. hervor. In einem Artikel in dem Magazin Monumente erläutert sie: „Wenn er schon nicht dauerhaft in diesem Land (Italien) verweilen darf, muss er seine Sehnsucht in Potsdam stillen“. Zwischen 2015 und 2028 unterstützte die Deutsche Stiftung Denkmalschutz mehrere Maßnahmen zur Instandsetzung der Kirche. Im Jahr 2020 stand fest, dass auch der Glockenturm massiv in seiner Substanz gefährdet war. Bereits im Jahr 1905 mussten die Eisengussplatten an den Außenwänden ausgebaut und durch Stahlbeton ersetzt werden. Diese Betonböden waren mittlerweile aufgerissen und kaum noch tragfähig. Die Zwischendecken müssen mit Edelstahl versteift werden, um ein Auseinanderbrechen der Mauern zu verhindern. Ebenso war das Mauerwerk teilweise beschädigt. Die eigentliche Sanierung lief zwischen 2022 und 2024. Dabei konnte die Restaurierung umfänglich aus privaten Spendengeldern finanziert werden, unter anderem gaben die Hermann Reemtsma Stiftung und Günther Jauch jeweils eine Million Euro. Auch die Deutsche Stiftung Denkmalschutz war erneut mit 300.000 Euro beteiligt. Im Zuge der Arbeiten wurde auch das Glockengeläut saniert und das Turmkreuz wieder vergoldet.

## Architektur

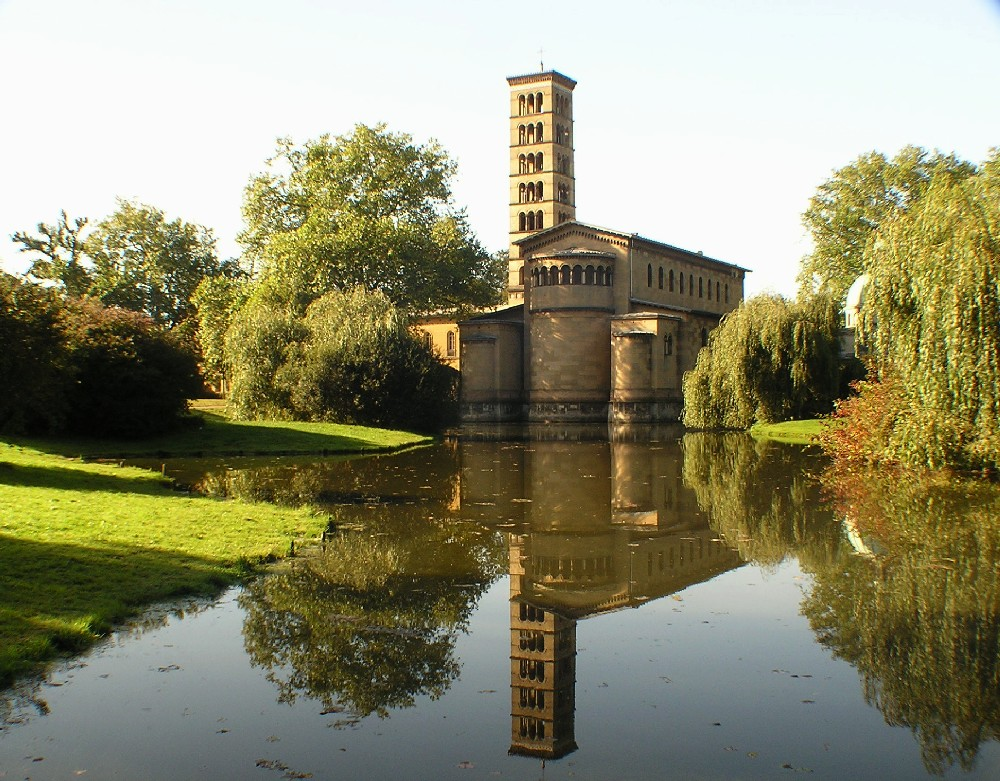
Friedenskirche und Campanile von Osten

Die Kirche ist eine dreischiffige Säulenbasilika ohne Querhaus mit einem 42 Meter hohen Campanile. Der 42 Meter hohe freistehende Glockenturm auf der Südseite ist dem Campanile von Santa Maria di Cosmedin in Rom nachempfunden. Eine Ädikula auf der Ostseite zeigt ein Fresko Jesus in Gethsemane von Eduard Steinbrück. Der Turm hat sieben offene Obergeschosse. Die vier Glocken mit Namen Gratia, Clementia, Pax und Gloria erklingen vom dritten Turmgeschoss oberhalb des Uhrwerks. 1917 und 1945 wurden sie, bis auf die kleinste, zum Einschmelzen für die Rüstungsproduktion vom Turm genommen, konnten aber ihrem Schicksal entgehen. Das 13,50 Meter hohe Hauptschiff überragt die halb so breiten Seitenschiffe. Rundbogenarkaden zeigen den Übergang an. Als Vorlage für die Potsdamer Kirche diente ein frühchristlich idealisierter Kupferstich der Kirche San Clemente in Rom.
Der religiöse Friedrich Wilhelm IV. wünschte eine flache Kassettendecke im Innern. In den Feldern sind goldene Sterne auf blauem Grund enthalten. Dem König schienen die frühen christlichen Sakralbauten, die aus Markt- und Gerichtshallen entstanden sind, als bauliches Vorbild besonders geeignet.

## Mosaik (Apsis)

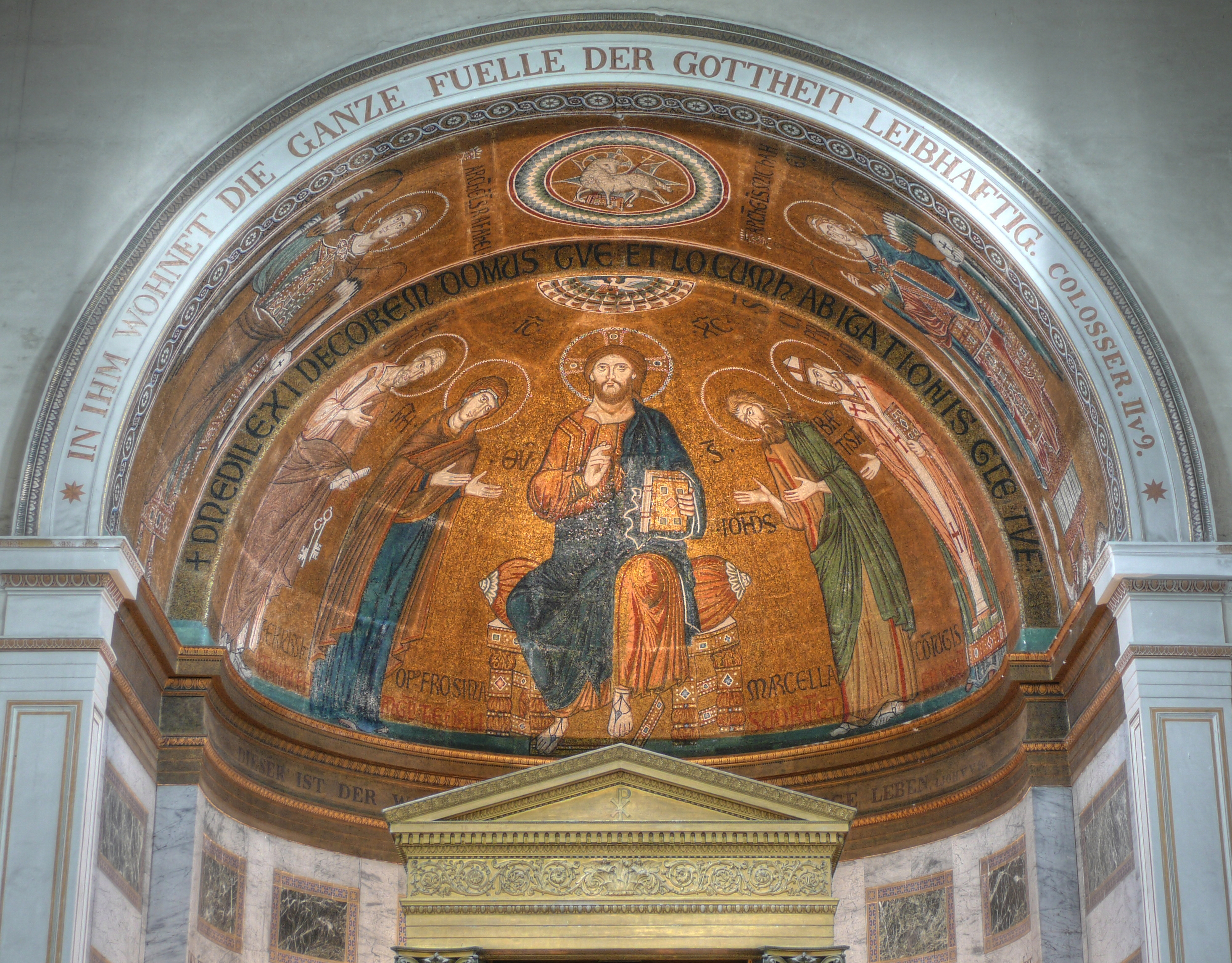
Blick in die Apsis

Ein im Wesentlichen erhaltenes veneto-byzantinisches Mosaik aus dem ersten Drittel des 13. Jahrhunderts schmückt die Apsis der Kirche. Es befand sich ursprünglich in der zum Abbruch bestimmten Kirche San Cipriano (Weihe 1109) auf Murano bei Venedig. Friedrich Wilhelm hatte es noch in seiner Kronprinzenzeit für 385 Taler ersteigern und von der Apsis abnehmen lassen. Das rund 60 Quadratmeter große Mosaik wurde auf 111 Gipsplatten aufgezogen und auf dem Wasserweg nach Potsdam gebracht.
Die Darstellung zeigt das byzantinische Bildmotiv der Deësis (Fürbitte) mit dem thronenden Christus im Zentrum. Die Gottesmutter Maria zu seiner Rechten und Johannes der Täufer zu seiner Linken wenden sich ihm mit erhobenen Armen und Händen in einer demütigen und flehentlichen Haltung zu. In ähnlicher Haltung stehen rechts neben Maria (aus Sicht der Betrachtenden also links außen) der Apostel Petrus und spiegelbildlich neben Johannes der Namenspatron von San Cipriano, der 258 enthauptete Märtyrer Cyprianus im Bischofsornat. Christus hat den rechten Arm und die rechte Hand zum Segensgestus erhoben. In der Linken hält er ein kostbar verziertes, geschlossenes Buch, das entweder als „Buch des Lebens“ oder als Evangelium gedeutet wird. Als Sinnbild des Heiligen Geistes schmückt die Taube den Scheitel der Halbkugel. Über den Köpfen der Erzengel Raphael und Michael erscheint das Lamm als Christussymbol. Am Halbrund der Apsis lautet die lateinische Inschrift in Luthers Übersetzung: „Herr, ich habe lieb die Stätte deines Hauses und den Ort, da deine Ehre wohnt“.
Die vier dunkelgrünen Säulen des Altarziboriums, aus sibirischem Jaspis, sind ein Geschenk des russischen Zaren Nikolaus I. aus dem Jahr 1842.

## Taufkapelle und Sakristei
In Verlängerung des rechten Seitenschiffes befindet sich die ehemalige Taufkapelle. Der sechsseitige Taufstein wurde 1965 in den Kirchenraum versetzt. Als Pendant zur Taufkapelle ist die Sakristei im linken Seitenschiff. Nach dem Tod Friedrich Wilhelms IV. diente sie vorübergehend als Mausoleum, auch für später verstorbene Mitglieder des Hauses Hohenzollern. Zwei Söhne des Kaisers Friedrich III. und seiner Gemahlin Victoria, die Prinzen Sigismund und Waldemar, wurden hier bis 1892 aufgebahrt. 1920 fand der jüngste Sohn des letzten Deutschen Kaisers Wilhelm II., Prinz Joachim (1890–1920) in der Sakristei eine Ruhestätte. Nach 1931 wurde er in den Antikentempel überführt. In der Kirche wurden Kaiser Wilhelm II., Kronprinz Wilhelm von Preußen, Eitel Friedrich von Preußen, August Wilhelm von Preußen, Oskar von Preußen, Joachim von Preußen und Viktoria Luise von Preußen eingesegnet.

## Königliche Gruft

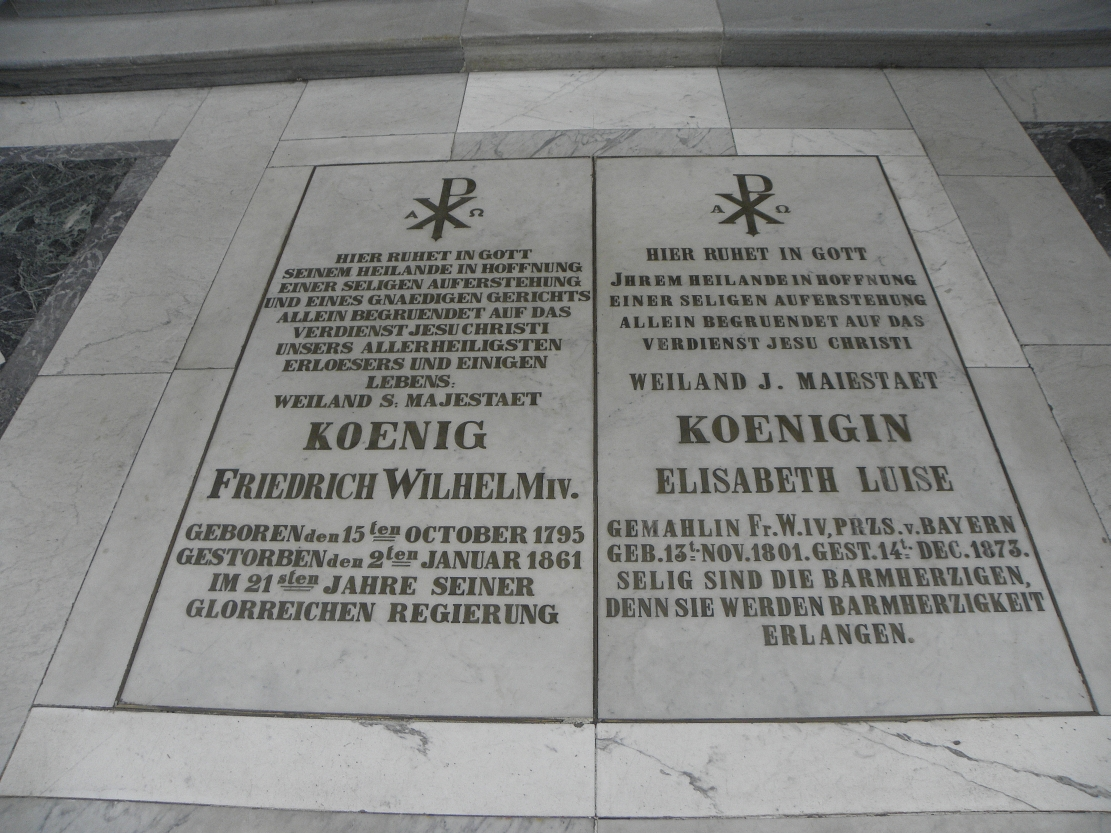
Grabplatte mit Inschriften für Friedrich Wilhelm IV. und Elisabeth Ludovika von Bayern vor dem Altar

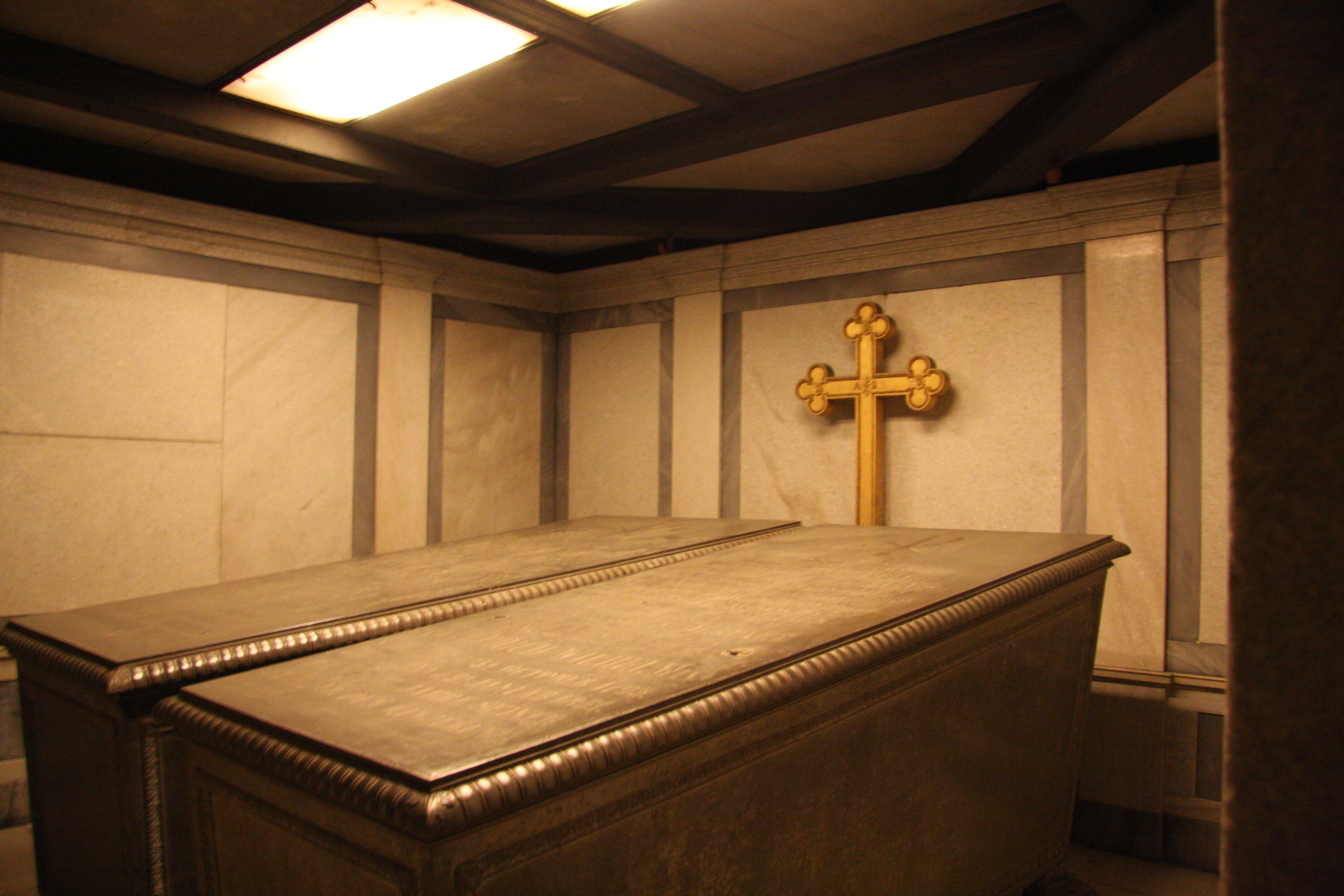
Gruft mit den Sarkophagen von Friedrich Wilhelm IV. und Elisabeth Ludovika von Bayern unterhalb des Altars

Unter zwei Marmortafeln, die vor den Stufen zum Altarraum in den Boden eingelassen wurden, befindet sich die königliche Gruft. Friedrich Wilhelm IV. starb nach mehreren Schlaganfällen am 2. Januar 1861. Nach der Einweihung der Gruft im Oktober 1864 wurde sein Sarkophag dort aufgestellt. Das Herz Friedrich Wilhelms ruht jedoch an der Seite seiner Eltern im Mausoleum im Schlosspark Charlottenburg in Berlin.
Im Jahr 1873 folgte ihm seine Gemahlin Elisabeth Ludovika. Beide Sarkophage aus englischem Zinn tragen die gleichen Inschriften wie die Marmorplatten im Kirchenfußboden: Hier ruhet in Gott, seinem Heilande, in Hoffnung einer seeligen Auferstehung und eines gnädigen Gerichts, allein begründet auf das Verdienst Jesu Christi unseres Allerheiligsten Erlösers und Einigen Lebens.
Im Jahr der Grufteinweihung war auch die von Friedrich Wilhelm IV. erwünschte Fußbodengestaltung im Kirchenraum als ein ineinander verschlungenes Endlosband als Symbol für die Ewigkeit fertiggestellt.

## Orgel

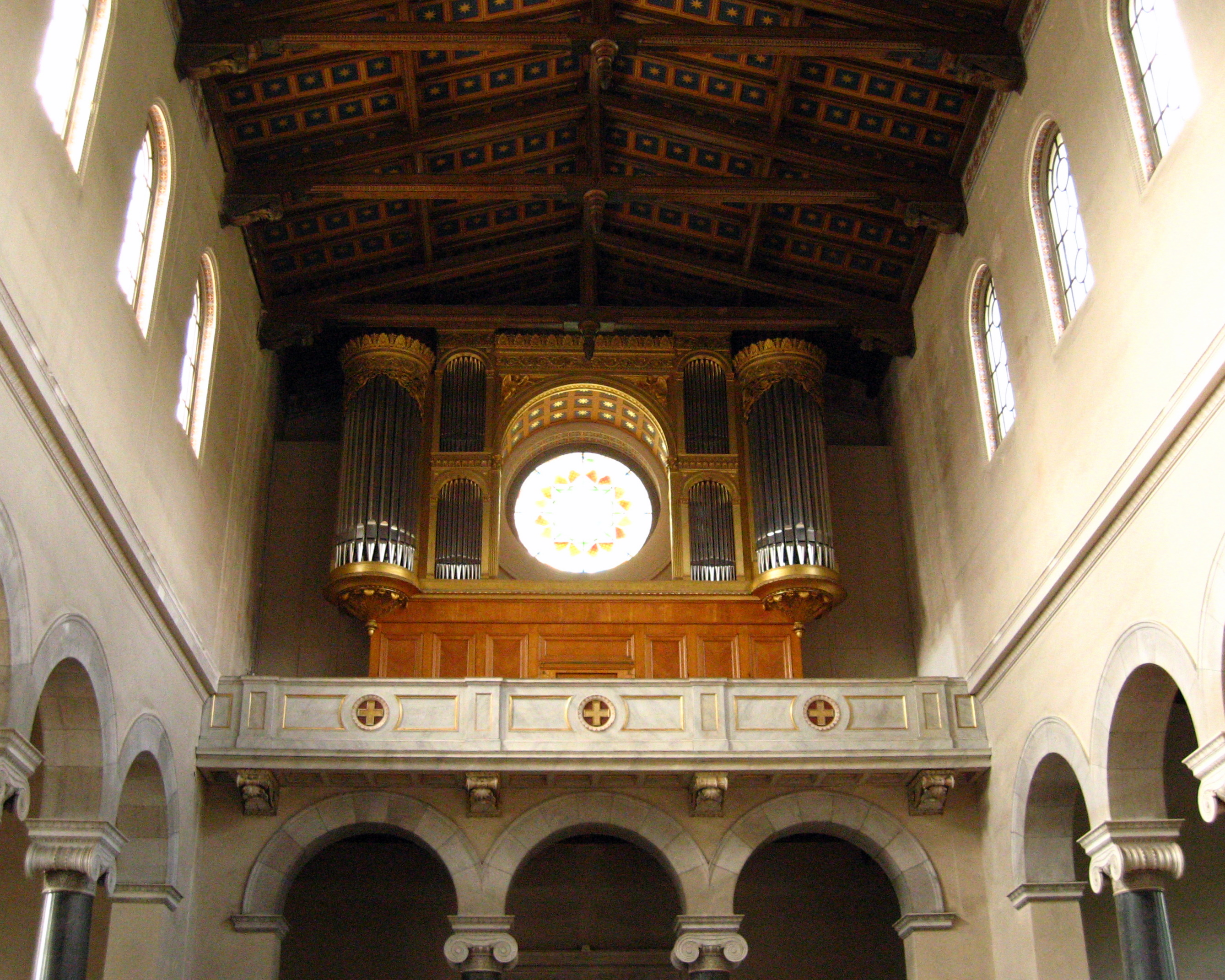
Orgelprospekt seit 2004

Die heutige Orgel der Friedenskirche besteht zum Teil noch aus einer mit 25 Registern auf zwei Manualen und Pedal recht klein disponierten Orgel, die 1847 von dem Orgelbauer Gottlieb Heise (Potsdam) erbaut worden war. Erhalten ist das Gehäuse, welches von Ferdinand von Arnim entworfen worden war.
Da das Instrument für den Kirchenraum zu schwach war, wurde es nach 1848 mehrfach umgebaut und ergänzt. Bedeutende Änderungen hat im Jahr 1909 der Orgelbauer Wilhelm Sauer (Frankfurt/Oder) vorgenommen. Er baute das Instrument um, stattete es mit pneumatischer Traktur aus und gestaltete das Orgelgehäuse neu, wodurch die Fensterrose hinter der Orgel verdeckt wurde. Das Instrument besaß danach weiterhin 25 Register, entsprach aber besser den damaligen Forderungen der Organisten. Weitere einschneidende Änderungen nahm 1930 der Orgelbauer Alexander Schuke (Potsdam) vor. Er erweiterte die Orgel auf 38 Register und gestaltete sie zu einem spätromantisch-symphonischen Instrument mit barockisierenden Elementen um.
In den Jahren 2003/04 erbaute der Marburger Orgelbauer Gerald Woehl eine neue Orgel unter Wiederverwendung des Gehäuses und einiger Register der Vorgängerinstrumente. Schirmherr der Arbeiten war Altbundespräsident Richard von Weizsäcker. Das Instrument vereint Elemente deutscher und französischer (spät)romantischer Orgeln in sich.
Ein wesentliches Ziel war es, im Zuge der Restaurierung auch das Orgelgehäuse zurückzubauen und den ursprünglichen Raumeindruck wiederherzustellen: Seit 2004 ist die Fensterrose mit ihren 2,50 Metern Durchmesser wieder sichtbar, umgeben vom nun triumphbogenartigen Orgelgehäuse. Der durch den Rückbau verlorengegangene Raum für das Pfeifenwerk der Orgel wurde durch seitliche Anbauten und durch Nutzung des Untergehäuses ausgeglichen, wo sich seitdem die Pedalregister befinden.
Das Instrument hat 47 Register (davon 18 historische Register), einen Gruppenzug (Cornett), und im Pedal je zwei Extensionen und Transmissionen (aus dem Hauptwerk). Es ist mit einem sinfonischen Windsystem ausgestattet, bestehend aus sieben Bälgen, zwei Vorlägen und zwei Gebläsen. Die Winddrücke liegen zwischen 80 und 100 mm WS.
| I Hauptwerk C–a3 |                  |         |     |
| 01.              | Bordun           | 16′     | H   |
| 02.              | Principal        | 08′     | H   |
| 03.              | Gedackt          | 08′     | H   |
| 04.              | Flûte harmonique | 08′     |     |
| 05.              | Gambe            | 08′     |     |
| 06.              | Octave           | 04′     | H   |
| 07.              | Rohrflöte        | 04′     | S   |
| 08.              | Nasardquinte     | 02 1⁄3′ | S   |
| 09.              | Octave           | 02′     |     |
| 10.              | Cornet II-IV     | 02′     | Sch |
| 11.              | Mixtur V-VI      | 02′     |     |
| 12.              | Fagott           | 16′     |     |
| 13.              | Trompete         | 08′     |     |

| II Oberwerk (schwellbar) C–a3 |                     |       |   |
| 14.                           | Gedackt             | 16′ 0 | S |
| 15.                           | Principal           | 08′   | H |
| 16.                           | Konzertflöte        | 08′   | S |
| 17.                           | Aeoline             | 08′   | S |
| 18.                           | Geigenschwebung     | 08′   | S |
| 19.                           | Quintade            | 08′   | S |
| 20.                           | Gedackt             | 08′   | H |
| 21.                           | Octave              | 04′   |   |
| 22.                           | Flauto dolce        | 04′   | H |
| 23.                           | Viola d'amour       | 04′   |   |
| 24.                           | Flageolet           | 02′   |   |
| 25.                           | Mixtur IV           | 02′   |   |
| 26.                           | Fagott              | 08′   |   |
|                               | Tremulant (schwach) |       |   |

| III Schwellwerk C–a3 |                      |         |
| 27.                  | Quintaton            | 16′     |
| 28.                  | Flauto traverso      | 08′     |
| 29.                  | Viole de Gambe       | 08′     |
| 30.                  | Voix céleste         | 08′     |
| 31.                  | Cor de nuit          | 08′     |
| 32.                  | Flûte octaviante     | 04′     |
| 33.                  | Quinte               | 02 1⁄3′ |
| 34.                  | Octavin              | 02′     |
| 35.                  | Tierce               | 01 3⁄5′ |
|                      | Cornet V             | 08′     |
| 36.                  | Basson Hautbois      | 08′     |
| 37.                  | Vox humana           | 08′     |
| 38.                  | Trompette harmonique | 08′     |
| 39.                  | Clairon harmonique   | 04′     |
|                      | Tremulant (stark)    |         |

| Pedal C–a1 |                         |       |   |
|            | Großbordun (Ext Nr. 41) | 32′ 0 |   |
| 40.        | Kontrabass              | 16′   | S |
| 41.        | Subbaß                  | 16′   | S |
|            | Violon (Ext. Nr. 42)    | 16′   |   |
|            | Gedackt (= Nr. 1)       | 16′   |   |
| 42.        | Violon                  | 08′   |   |
|            | Gedackt (= Nr. 3)       | 08′   |   |
| 43.        | Octavbaß                | 08′   |   |
| 44.        | Octave                  | 04′   |   |
| 45.        | Posaune                 | 16′   | S |
| 46.        | Trompete                | 08′   |   |
| 47.        | Clarine                 | 04′   |   |

- Koppeln:

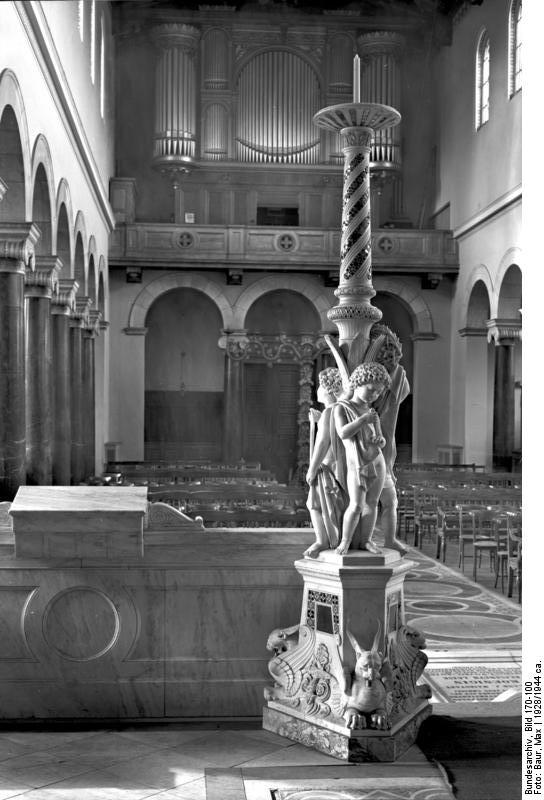
Orgelprospekt (bis 2003)

  - Normalkoppeln: II/I, III/I, III/II, I/P, II/P, III/P
  - Baß-Octavkoppeln: I/I, III/I, III/II, III/III
  - Diskant-Octavkoppel: III/P
- Spielhilfen: Crescendowalze, Setzeranlage mit 5 × 999 Kombinationen. Sequenzer als Taster und Tritte.
- Anmerkungen:

1. ↑  Überblasend ab f1.
2. 1 2 3 4 5  Mitteldeutsche Bauart.
3. ↑  Überblasend ab c2.
4. ↑  Überblasend ab c1.
5. ↑  Überblasend ab c0.
6. ↑  Kollektivzug Nr. 29, 32-35.
7. 1 2 3  Französische Bauart.

H = Register von 1848 von Heise
S = Register von 1909 von Sauer
Sch = Register von 1930 von Schuke

### Glocken
Im Campanile der Friedenskirche hängen vier Glocken aus Bronze, die 1849 von dem Glockengießer Hackenschmidt (Berlin) gegossen wurden. Das Geläut hat die Beschlagnahmeaktionen zur Metallgewinnung für Kriegszwecke während der beiden Weltkriege im Gegensatz zu vielen anderen Glockengeläuten unbeschadet überstanden. Die reich verzierten und mit Inschriften versehenen Glocken haben folgende Daten:
| Glocke | Name      | Durchmesser | Gewicht | Schlagton |
| ------ | --------- | ----------- | ------- | --------- |
| 1      | Gloria    | 1157 mm0    | 870 kg  | f′-1      |
| 2      | Pax       | 942 mm      | 457 kg  | as′+2     |
| 3      | Clementia | 741 mm      | 225 kg  | c″+2      |
| 4      | Gratia    | 578 mm      | 110 kg  | e″-2      |

## Atrium

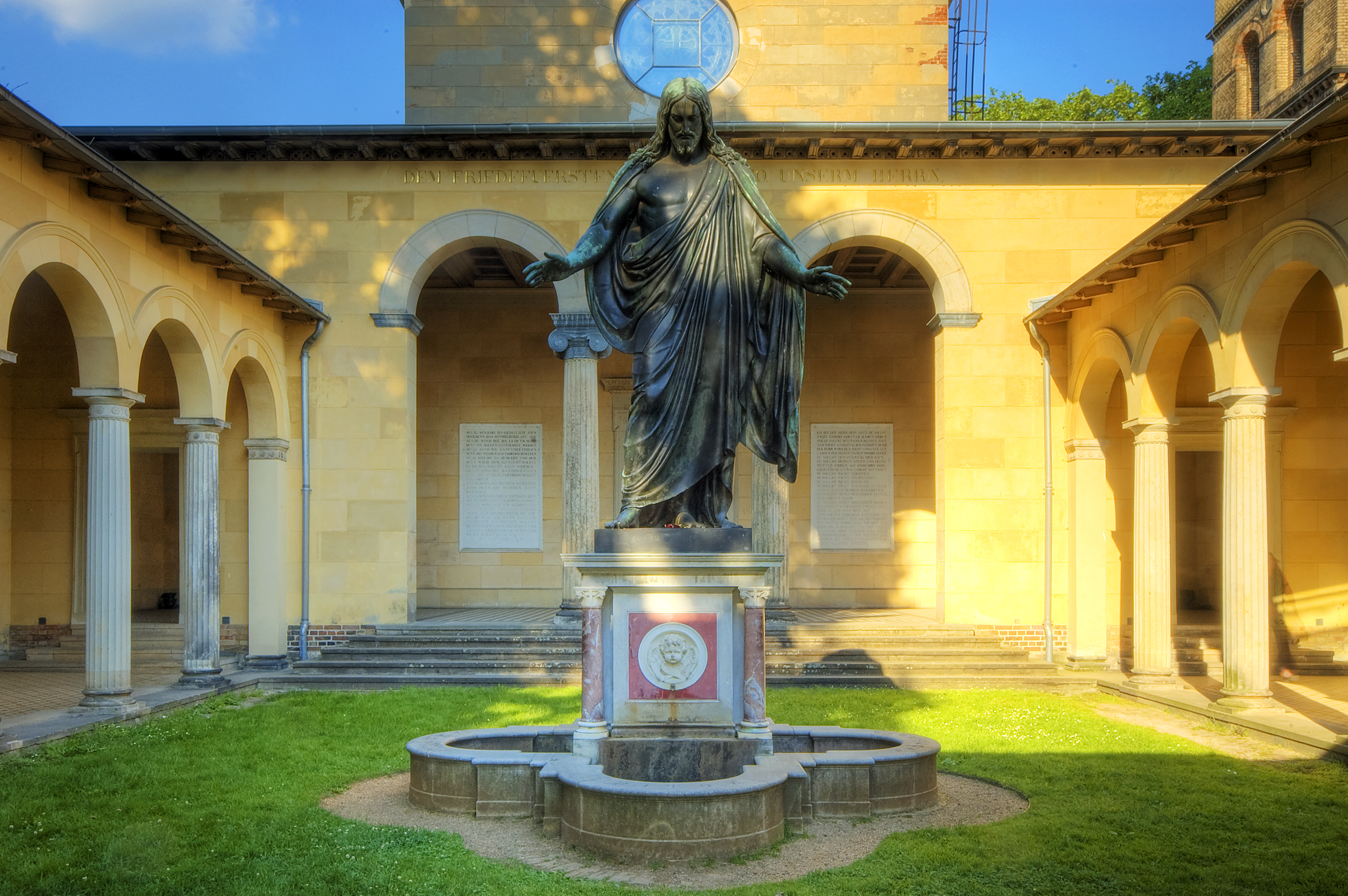
Innenhof mit der Christusstatue von Bertel Thorvaldsen

Eine offene Vorhalle (Narthex) entlang der im Westen liegenden Portalseite öffnet sich zu einem Innenhof (Atrium). Die überlebensgroße Christusstatue auf dem Brunnen ist eine Kopie des marmornen Originals, das 1821 von Bertel Thorvaldsen geschaffen wurde und in der Kopenhagener Frauenkirche steht. Bei der Kupferstatue handelt es sich um eine der ersten Großplastiken, die in Galvanotechnik hergestellt wurde. Im Jahre 2002 wurde mit der Restaurierung des „Segnenden Christus“ in der Werkstatt Haber & Brandner begonnen. An den Arbeiten war der Berliner Kupferschmied und Metallrestaurator Peter Trappen beteiligt. Die altgriechische Umschrift auf dem Brunnenrand besagt: Reinige dich von Sünden und nicht nur dein Antlitz. Ein Arkadengang umschließt den Innenhof.

## Anschließende Gebäude

### Arkadengang, Kreuzgang und Heilsbronner Portal

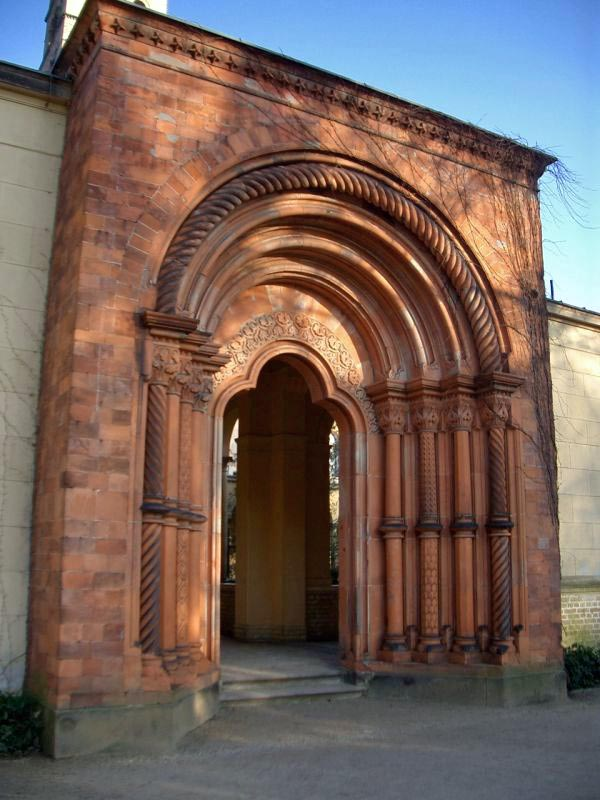
Heilsbronner Portal

Eine Marmorgruppe im südlichen Teil des Arkadengangs ist das letzte Werk des Bildhauers Christian Daniel Rauch. Es zeigt Moses im Gebet, gestützt von den Hohepriestern Aaron und Hur.
Parallel zum südlichen Arkadengang verläuft der Kreuzgang mit dem Heilsbronner Portal, ein Zugang zum Marlygarten. Es ist die Nachbildung des romanischen Stufenportals am ehemaligen Refektorium im Kloster Heilsbronn in Mittelfranken. Dort fiel es dem Architekten Ludwig Ferdinand Hesse bei einer Studienreise 1828 auf. Gemeinsam mit dem Berliner Tonfabrikanten Tobias Feilner entstand der Plan, den Torbogen in rötlicher Terrakotta nachzubilden. Das Portal wurde 1829 durch Tobias Feilner und dessen Bruder Friedrich, einen Nürnberger Töpfermeister, in Gips abgeformt, anschließend in Berlin auf eigene Kosten in Ton gebrannt und spätestens 1835 zunächst im Garten des Feilnerschen Wohnhauses aufgestellt. Der erwünschte Ankauf durch König Friedrich Wilhelm III. kam jedoch nicht zustande. Auch sein Nachfolger Friedrich Wilhelm IV. lehnte den Vorschlag Hesses ausdrücklich ab, diese Kopie in das Friedenskirchenensemble einzubeziehen. Die Nachkommen Feilners schenkten dem König schließlich das Portal, und Hesse ließ es, gegen den Widerstand von Peter Joseph Lenné, zwei Jahre nach dem Tod Friedrich Wilhelms IV. an seinem jetzigen Standort aufstellen. Das Original aus dem Kloster Heilsbronn erwarb der damalige Kronprinz und spätere Kaiser Friedrich III. 1884 für das Germanische Nationalmuseum in Nürnberg. Dort wurde es am Ende des Zweiten Weltkriegs 1945 fast vollständig zerstört.

### Kavaliershaus und Tore
In Verlängerung zum Glockenturm (Campanile) erstreckt sich nach Süden ein auch als Schloss Marly bezeichnetes Kavaliershaus, ein ehemaliges Gästehaus. Daran schließen sich das Pförtnerhaus mit seinem gedrungenen Turm und im rechten Winkel das Pfarr- und Schulhaus an.
Friedrich Wilhelm IV. ließ für die Kirchengemeinde zwei Parkeingänge anlegen. In der Nähe des Grünen Gitters wurde eine niedrig gehaltene Nebenpforte errichtet. Durch sie gelangt der Besucher in „ehrfurchtsvoll gebückter Haltung“ auf das Gelände der Friedenskirche.
Ein zweiter Zugang, der inzwischen nicht mehr benutzt wird, liegt am östlichen Rand des Parks in der Nähe des Obeliskportals. Das Dreikönigstor wurde 1851 von Ludwig Ferdinand Hesse im klassizistischen Stil entworfen und zeigt Skulpturen der Könige David und Salomo und Kaiser Karls des Großen von Gustav Blaeser.

### Kaiser-Friedrich-Mausoleum

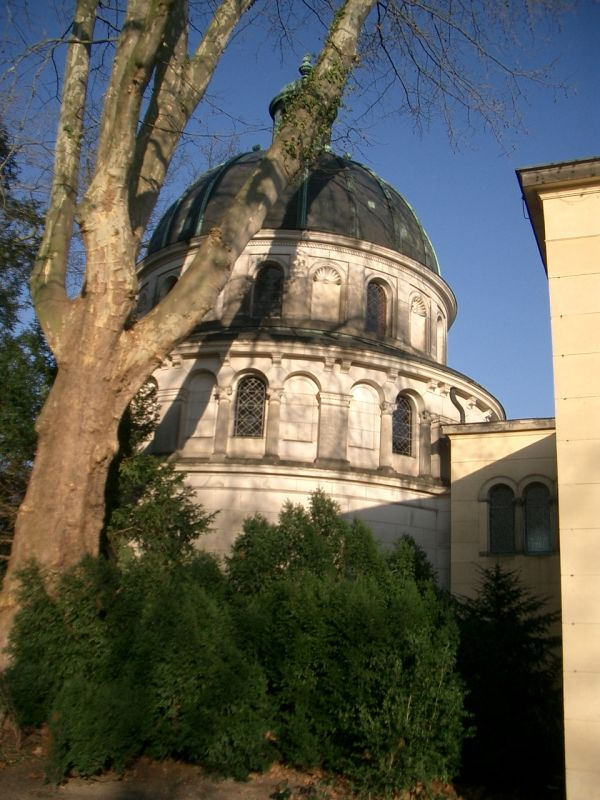
Mausoleum von außen

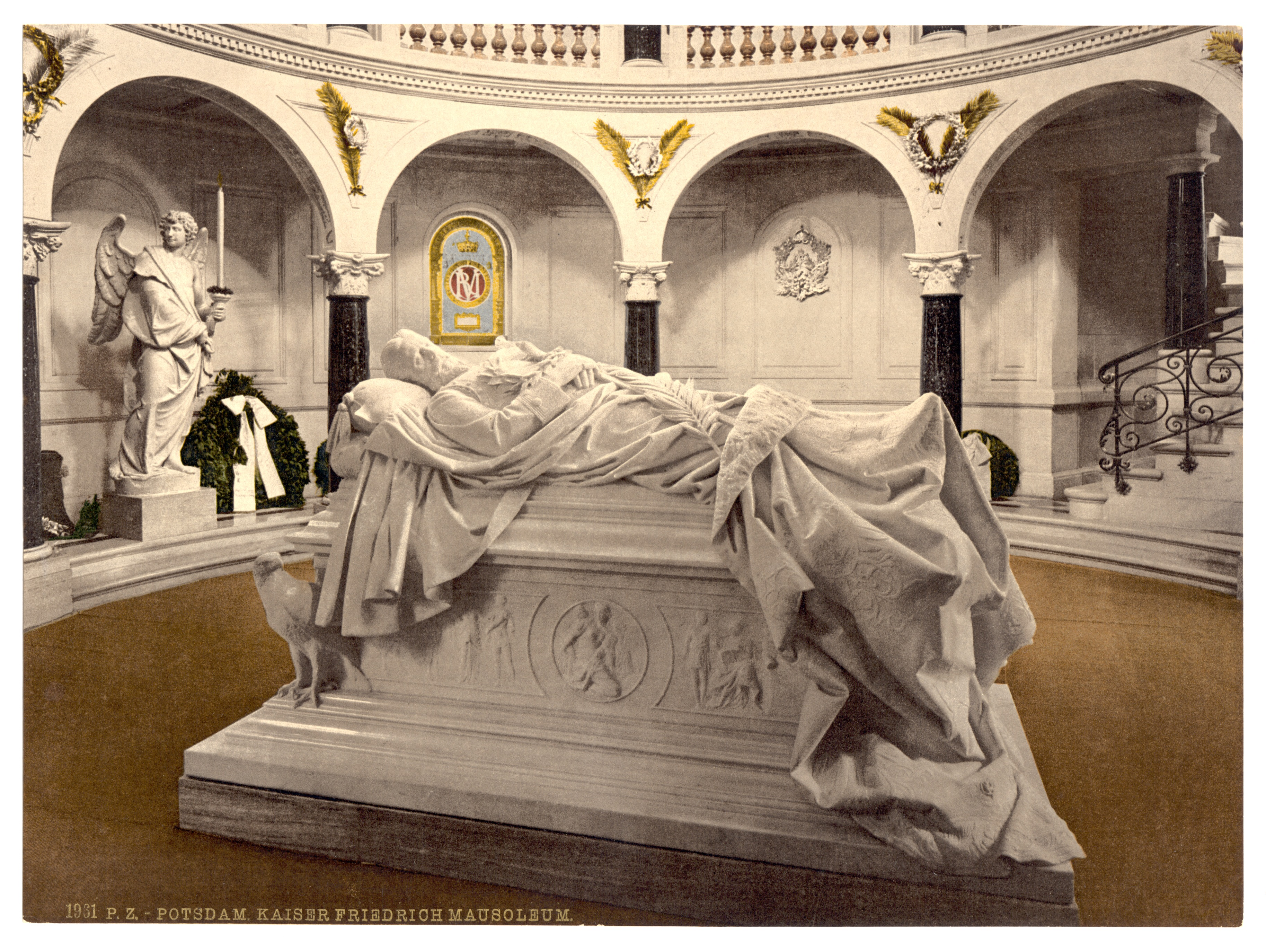
Kaiser-Friedrich-Mausoleum um 1900

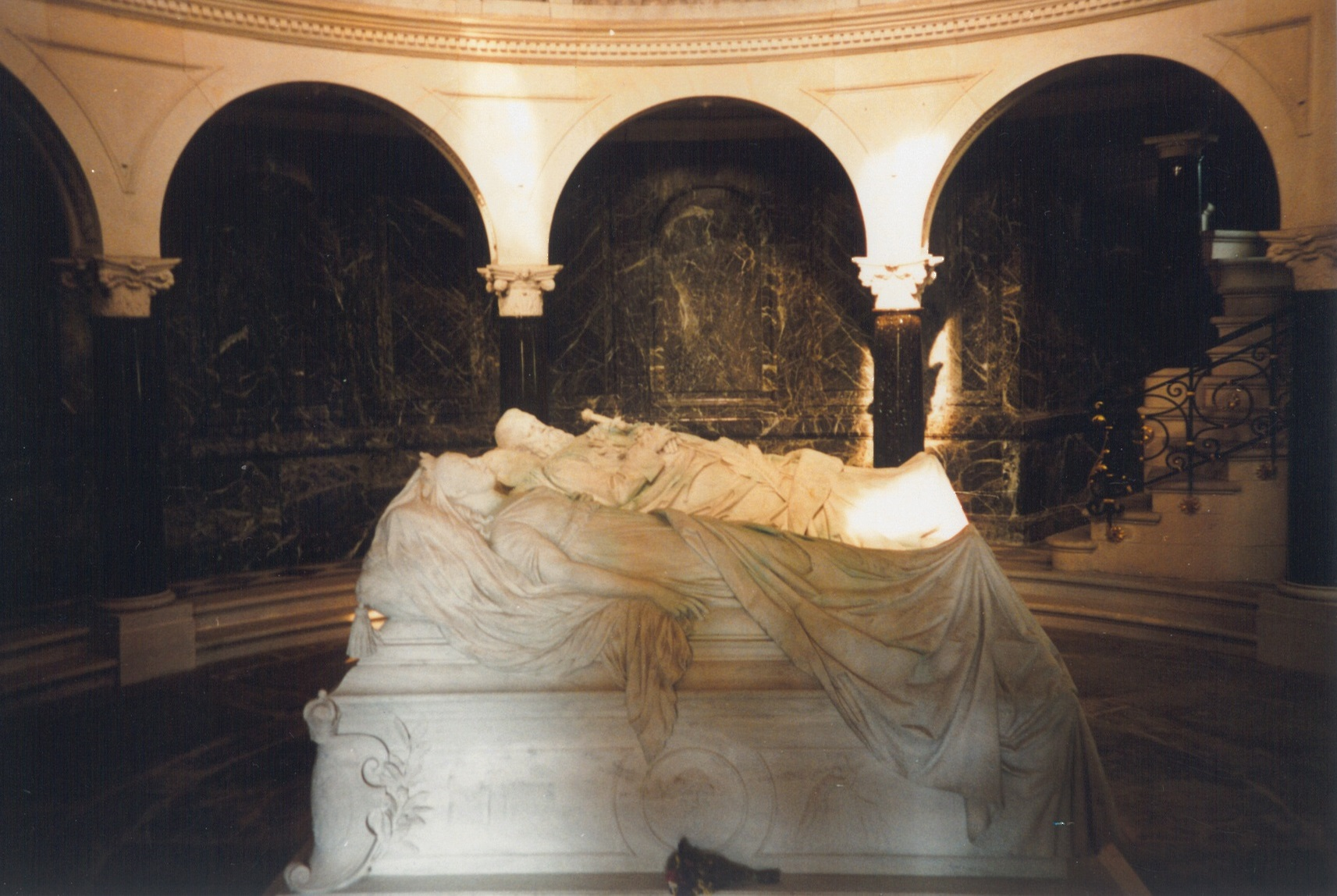
Innenraum mit den Marmorsarkophagen des Kaisers und der Kaiserin, 1994

Auf der Nordseite wurde 1888/90 für den verstorbenen Kaiser Friedrich III. das Kaiser-Friedrich-Mausoleum hinzugefügt. Die Pläne im Stil einer barock beeinflussten italienischen Hochrenaissance erstellte Julius Carl Raschdorff. Als Vorbild für das Mausoleum diente die Heilig-Grab-Kapelle in Innichen/Südtirol aus dem 17. Jahrhundert. Deren Bau wiederum ist der Kapelle auf dem Jerusalemer Kalvarienberg nachempfunden.
Das Mausoleum ist ein Kuppelbau auf kreisrundem Grundriss mit angefügtem rechteckigem Altarraum. Im Innern wird eine umlaufende Galerie und die Dachkuppel durch zwei übereinanderliegende, im Rund laufende schwarze Säulen getragen. Ein goldglänzendes Mosaik im Innern der Dachwölbung stellt im Wechsel Engel und Palmen dar.
Im Zentrum der Rotunde steht eine von Reinhold Begas gefertigte Replik des Marmorsarkophags für Friedrich III. Das ursprünglich hier aufgestellte und vom selben Bildhauer geschaffene Original hatte Wilhelm II. 1905 in den ebenfalls von Raschdorff errichteten Berliner Dom überführen lassen. Daneben ruht die 1901 verstorbene Kaiserwitwe Victoria in einem 1903 ebenfalls von Begas geschaffenen Sarkophag. Zwei auch Begas zugeschriebene Engelsfiguren wurden in das Hohenzollern-Museum im Schloss Monbijou verbracht, wo sie eine Gedächtnishalle zu Ehren Kaiser Wilhelms I. schmückten. Sie wurden nicht durch Kopien ersetzt und gingen vermutlich 1959 beim Abriss des Schlosses verloren.
Derselbe Künstler schuf auch die an den Seitenwänden des Altarraums stehenden Sarkophage der früh verstorbenen Söhne des Kaiserpaars, Prinz Sigismund (1864–1866) und Prinz Waldemar (1868–1879), die sich bis 1892 in der Friedenskirche befanden. Auf den Stufen zum Altar steht seit 1991 der schlichte Sarg des Soldatenkönigs Friedrich Wilhelm I.
Folgende Mitglieder des Hauses Hohenzollern wurden im Kaiser-Friedrich-Mausoleum bestattet:
- Friedrich Wilhelm I., König in Preußen (* 14. August 1688; † 31. Mai 1740)
- Friedrich III., Deutscher Kaiser (* 18. Oktober 1831; † 15. Juni 1888)
- Victoria von Großbritannien und Irland (* 21. November 1840; † 5. August 1901), Deutsche Kaiserin, Gemahlin von Kaiser Friedrich III.
- Prinz Sigismund (* 15. September 1864; † 18. Juni 1866), Sohn von Friedrich III.
- Prinz Waldemar (* 10. Februar 1868; † 27. März 1879), Sohn von Friedrich III.

König Friedrich Wilhelm I. war ursprünglich wie sein Sohn Friedrich der Große in der Potsdamer Garnisonkirche beigesetzt. Ihre 1943 ausgelagerten Särge befanden sich nach anschließender Irrfahrt von 1952 bis 1991 auf der Burg Hohenzollern bei Hechingen in Baden-Württemberg. Im Mausoleum steht der Innensarg Friedrich Wilhelms aus Kupfer. Sein Sarkophag aus schwarzem Marmor ist 1945 beim Brand der Kirche zerstört worden. Friedrich der Große wurde am 17. August 1991, seinem 205. Todestag, erstmals in der Gruft bei Schloss Sanssouci bestattet, die er sich hatte erbauen lassen.
Aus konservatorischen Gründen ist das Mausoleum für Besucher nicht zugänglich.

## Parkgelände
Friedrich Wilhelm IV. wollte mit der östlichen Randlage des Geländes unter anderem eine Verbindung zwischen Park und Stadt herstellen. Im Marlygarten, dem Küchengarten des Soldatenkönigs Friedrich Wilhelm I., entstand ein Ort der Stille. Der Gartenarchitekt Peter Joseph Lenné bettete das Gebäudeensemble in ein reizvolles Parkgelände mit zwei Ansichten.
Zur Stadtseite im Osten ist der Friedensgarten durch kleine Baumgruppen und Sträucher eher verhalten übersichtlich bepflanzt. In diesem Bereich wurde der Friedensteich angelegt. Das Wasser umspielt das Kirchengebäude auf der nördlichen und östlichen Seite. Der nur drei Hektar große Marlygarten schließt sich im Westen dem Kirchengelände an. Die dichte Bepflanzung durch Baum- und Strauchgruppen, Laubengänge, Blumenbeete und Plastiken gibt ein Bild des Romantisch-Verspielten wieder.